# Campeonato Mundial de Remo de 1962
O Campeonato Mundial de Remo de 1962 foi a primeira edição do Campeonato Mundial de Remo,  foi realizado em Rotsee, em Lucerna, Suíça.

## Resultados

### Masculino
| Evento | Ouro | Ouro    | Prata | Prata   | Bronze | Bronze  |
| ------ | --- | ------- | --- | ------- | --- | ------- |
| Evento | País e remadores | Tempo   | País e remadores | Tempo   | País e remadores | Tempo   |
| M1x    | União Soviética · Vyacheslav Ivanov | 7:07.09 | Reino Unido · Stuart MacKenzie | 7:10.67 | Estados Unidos · Seymour Cromwell | 7:11.88 |
| M2x    | França · de · de | 6:33.90 | União Soviética · Boris Dubrovskiy · Oleg Tyurin | 6:34.74 | Alemanha · Jost Krause-Wichmann · Josef Steffes-Mies [de]                                                                                | 6:34.92 |
| M2-    | Alemanha · Dieter Bender [de] · Günther Zumkeller | 6:54.62 | União Soviética · Valentin Boreyko · Oleg Golovanov | 6:58.19 | Suíça · Hugo Waser · Adolf Waser [de] | 7:05.59 |
| M2+    | Alemanha · Wolfgang Neuss · Klaus-Günther Jordan [de] · Frank Steinhäuser | 7:19.10 | Roménia · Ion Petrov · Carol Veres · Oprea Păunescu | 7:22.60 | União Soviética · Wladimir Smirnow · Waleri Polkowski · Igor Rudakov                                                                     | 7:24.17 |
| M4-    | Alemanha · Gerd Wolter [de] · Dagobert Tometschek · Peter Paustain · Christian Prey | 6:19.24 | França · Roger Chatelain · Philippe Malivoire · Jean-Pierre Drivet < |         | Áustria · Dieter Losert [de] · Dieter Ebner [de] · Horst Kuttelwascher < · Helmut Kuttelwascher <                                        |         |
| M4+    | Alemanha · Bernd-Jürgen Marschner · Peter Neusel · Bernhard Britting · Manfred Ross [de] · Jürgen Oelke                                                                                | 6:29.12 | França · Jean Ledoux · Émile Clerc [fr] · André Sloth · Pierre Maddaloni · Alain Bouffard | 6:31.93 | União Soviética · Boris Fjodorow · Yuriy Suslin · Juri Tjukalow · Anatoli Fjodorow · Igor Rudakov                                        | 6:33.30 |
| M8+    | Alemanha · Horst Meyer · Jürgen Plagemann · Klaus Aeffke · Klaus Behrens · Hans-Jürgen Wallbrecht · Karl-Heinrich von Groddeck · Ingo Kliefoth [de] · Bernd Kruse [de] · Thomas Ahrens | 5:50.83 | União Soviética · Ričardas Vaitkevičius · Antanas Bagdonavičius · Zigmas Jukna · Wiktor Semjonow · Vytautas Briedis · Petras Karla · Jaroslaw Tscherschtwij · Juozas Jagelavičius · Juri Lorenzon | 5:53.56 | França · Christian Puibaraud · Jean-Pierre Bellet · Jacques Morel · Joseph Moroni · Georges Morel · Robert Dumontois · Bernard Meynadier | 5:55.36 |

### Legenda
|       | single scull | double scull | coxless pair | coxed pair | coxless four | coxed four | oito |
| Men's | M1x          | M2x          | M2-          | M2+        | M4-          | M4+        | M8+  |

## Quadro de medalhas
| Nação           | Ouro | Prata | Bronze | Total |
| --------------- | ---- | ----- | ------ | ----- |
| Alemanha        | 5    | 0     | 1      | 6     |
| União Soviética | 1    | 3     | 2      | 6     |
| França          | 1    | 2     | 1      | 4     |
| Reino Unido     | 0    | 1     | 0      | 1     |
| Roménia         | 0    | 1     | 0      | 1     |
| Áustria         | 0    | 0     | 1      | 1     |
| Suíça           | 0    | 0     | 1      | 1     |
| Estados Unidos  | 0    | 0     | 1      | 1     |
| Total           | 7    | 7     | 7      | 21    |